# Wailau
Wailau és una vall aïllada a la costa nord de l'illa de Moolokaiʻi, Hawaii. Es pot arribar amb vaixell (només a l'estiu), helicòpter o per Wailau Trail des de la riba sud-est de l'illa, que està fortament cobert i pràcticament intransitables en alguns llocs.
La vall era una antiga ahupuaʻa, ben poblada fins al segle xix, i contenia moltes plantacions de taro. Actualment, la vall gairebé no està poblada, encara que ocasionalment els habitants de Molokaiʻi acampen per la platja, a la desembocadura de la vall, a l'estiu.

## Geografia
La vall de Wailau es va formar per l'erosió del riu Wailau, després del col·lapse massiu del volcà Molokai oriental, que va permetre que els fluxos d'aquesta part de l'illa flueixin cap al nord. Nombrosos pics importants dominen l'àrea, com Olokui, el segon pic més alt de Molokaiʻi i el Kukuinui Ridge. Altres, com la cova Malahini, són molt difícils d'accedir.
A la llengua hawaiana wai lau literalment significa «moltes aigües».